# Цецорська битва (1595)
Цецорська битва мала місце 19-20 жовтня 1595 року під час експедиції Замойського в Молдавію.
Влітку 1595 р. коронна армія (коло 5000 кавалерії, 2300 піхоти і кілька гармат) під проводом великого коронного гетьмана Яна Замойського увійшла до Молдавії і 27 серпня зайняла Хотин. По завоюванню столиці господарства Ясси 3 вересня гетьман посадив на молдавському троні Ярему Могилу.
Вступ польської армії до Молдавії викликав швидку реакцію Туреччини. Поки султан був зайнятий боротьбою з Михайлом Хоробрим, до Молдавії увійшло сильне татарське військо (коло 25 000) на чолі з кримським ханом Газі-Гіреєм II. По отриманню звістки про наближення татар від Кишинева до Ясс Замойський перейшов на лівобережжя Пруту в цілях захисту переправи через річку. Польська армія 6 жовтня збудувала укріплений обоз. Тил і обидва фланги захищала річка Прут, попереду побудували вал з 13 бастіонами і 4 воротами. Ввечері 18 жовтня надійшла ханська армія і почались сутички.
Наступного дня, 19 жовтня, дійшло до бою. Хан мав небагато піхоти — тому не мав шансів на взяття польських укріплень. Польська піхота і кавалерія завдали важких втрат облозі у контратаках через табірні ворота. Оскільки 20 жовтня бої продовжувалися так само, Газі-Гірей II прийшов до висновку, що його військо не в змозі перемогти коронне військо і погодився розпочати переговори.
21 жовтня було підписано мир, за яким татари признали владу Яреми Могили і погодилися з присутністю коронного війська в Молдавії . Наступного дня татари відступили.